# Camptomyia szadziewskii
Camptomyia szadziewskii är en tvåvingeart som beskrevs av Spungis 1989. Camptomyia szadziewskii ingår i släktet Camptomyia och familjen gallmyggor.
Artens utbredningsområde är Lettland. Inga underarter finns listade i Catalogue of Life.